# Báo và phát thanh, truyền hình Đắk Lắk
Báo và phát thanh, truyền hình Đắk Lắk (tiếng Anh: Dak Lak Newspaper and radio, television) là cơ quan báo chí trực thuộc Ủy ban nhân dân tỉnh Đắk Lắk.
Hiện nay, các chương trình của Báo và PT-TH Đắk Lắk đã trở thành kênh thông tin quan trọng, là món ăn tinh thần đối với khán giả nghe đài và xem truyền hình. Hằng năm, Đài đều tham gia và đạt giải cao tại các kỳ liên hoan phát thanh, liên hoan truyền hình toàn quốc và giải báo chí quốc gia. Thông qua các chương trình mang tính từ thiện, nhân đạo của Đài tổ chức sản xuất đã thu hút sự đóng góp, hỗ trợ của đông đảo khán thính giả, nhà hảo tâm, qua đó giúp nhiều hoàn cảnh đặc biệt khó khăn vươn lên trong cuộc sống.
Mục tiêu của Đài trong giai đoạn hiện nay, là tập trung nâng cao chất lượng, đổi mới nội dung và hình thức các chương trình PT-TH theo phương châm "Chuyên nghiệp – Hiệu quả - Chất lượng", trở thành diễn đàn tin cậy của nhân dân các dân tộc trong tỉnh.

## Lịch sử
- Đài PT-TH Đắk Lắk tiền thân là Đài Phát thanh Đắk Lắk (tên gọi trước đó là Đài Truyền thanh Ban Mê Thuột, được tiếp quản từ chế độ cũ sau ngày thị xã Ban Mê Thuột nói riêng và toàn tỉnh Đắk Lắk nói chung hoàn toàn giải phóng ngày 10-3-1975) phát sóng đầu tiên vào ngày 1-5-1975, ngay sau ngày miền Nam hoàn toàn giải phóng, thống nhất đất nước.
- Đến năm 1984, Đài Phát thanh Đắk Lắk đổi tên thành Đài PT-TH Đắk Lắk và chương trình truyền hình đầu tiên của Đài chính thức phát sóng vào ngày 19-6-1984.
- Trải qua 42 năm qua xây dựng và trưởng thành, dưới sự lãnh đạo, chỉ đạo của Tỉnh uỷ, HĐND, UBND tỉnh, sự quan tâm của các sở, ban, ngành, đoàn thể và sự nỗ lực của cán bộ, viên chức, người lao động trong cơ quan, Đài PT-TH Đắk Lắk đã không ngừng phát triển lớn mạnh.
- Năm 2012, chương trình của Đài được đưa lên vệ tinh Vinasat, phạm vi phủ sóng không chỉ trong toàn quốc mà còn vươn ra khu vực Đông Nam Á, một số nước châu Á và khu vực lân cận.
- Năm 2016, chương trình truyền hình của Đài được đưa vào phát sóng kỹ thuật số mặt đất, sớm hơn lộ trình số hóa truyền dẫn, phát sóng truyền hình mặt đất của Chính phủ đề ra. Hiện nay, thời lượng phát sóng chương trình phát thanh của Đài là 13 giờ 30 phút/ngày, chương trình truyền hình 19 giờ/ngày với 38 chuyên mục phát thanh, 50 mục truyền hình và 4 bản tin thời sự/ngày, phát bằng 3 thứ tiếng: Kinh, Êđê, M'nông.[1]
- Từ ngày 02/06/2025, Đài Phát thanh - Truyền hình Đắk Lắk hợp nhất với Báo Đắk Lắk.
- Từ ngày 01/07/2025, Báo Đắk Lắk hợp nhất với Báo Phú Yên thành Báo và Phát thanh – Truyền hình Đắk Lắk.